# Melitaea yunnana
Melitaea yunnana är en fjärilsart som beskrevs av Charles James Watkins 1927. Melitaea yunnana ingår i släktet Melitaea och familjen praktfjärilar. Inga underarter finns listade i Catalogue of Life.